# El Central
El Central es una localidad y distrito ubicado en el departamento San Martín de la provincia de Mendoza, Argentina; la villa cabecera fue designada en 2001 por el INDEC como Barrio Emanuel. 
Se encuentra al oeste de la Ruta Provincial 41,6 km al este del río Mendoza. Su colonizador y fundador fue el ingeniero ruso Julio N. Marienhoff (1861-1932)quién llegó a la Argentina en 1893 procedente de Bélgica – donde estaba radicado - con un contrato del gobierno del presidente Luis Sáenz Peña para construir una destilería de maíz en la ciudad de La Plata y también para realizar otros trabajos relacionados con su profesión, entre ellos estudios de suelo en la zona de Cuyo. En 1898 estando precisamente en La Plata conoció una mujer joven y bonita, era Sofía Pavlovsky, quién estaba radicada en la provincia de Mendoza desde 1890. El flechazo fue instantáneo y se casaron en Mendoza el 20 de enero de 1898.- Alrededor de 1900 y tentado por su cuñado Aarón Pavlovsky, compró tierras en la zona este de esa provincia a las que denominó "Villa Marienhoff" y creó una importante colonia que se dedicaba al fraccionamiento y loteo de las mismas. Construyó una inmensa casa, típica de los establecimientos rurales argentinos, ideó también un parque a su alrededor donde el matrimonio se radicó y crio a sus hijos. En poco tiempo el Ingeniero Marienhoff amasó una inmensa fortuna y se convirtió en una personalidad muy respetada. El gobernador Emilio Civit lo nombró Ministro de Obras Públicas Municipales. Muchos años más tarde, Sofía Pavlovsky y como aporte al medio que la rodeaba, fue fundadora de la primera escuela de higiene y buenos modales que funcionó en el lugar y que estaba destinada a la gente de bajos recursos y también hizo esfuerzos para la creación de la primera escuela educativa que tuvo El Central.- El matrimonio perdió tres hijos adolescentes, Sergio, Wladimiro y Alexis, en el terremoto que destruyó El Central, Tres Porteñas y Costa de Araujo la tarde del 17 de diciembre de 1920, hecho conocido como "La tragedia Marienhoff". El sismo destruyó por completo la gran casa familiar y afectó severamente el Parque Marienhoff. A partir de este hecho el ruso Marienhoff muy afectado se radicó un tiempo en Buenos Aires con su familia y ya nada volvió a ser igual.
Cabe destacar, que la familia de Sofía Pavlovsky "Los Pavlovsky" eran rusos y llegaron a la Argentina paulatinamente desde Rusia y Francia en la década de 1880 y se asentaron principalmente en la ciudad de Mendoza y en este poblado, de hecho una hermana de Sofía, la reconocida doctora Rosa Pavlovsky de Rosemberg (1862-1936), tuvo tierras en El Central, y también en este mismo distríto murió la matriarca de la familia Agafia Guerzoff de Pavlovsky (1834-1910).
Otros testimonios, dicen que Marienhoff rescató a mujeres judías y sobre todo polacas de la trata de personas de la organización mafiosa Zwi Migdal, a varias  les dio tierras en su propiedad, construyéndoles casas a cada una, y también les encontró marido para que pudieran empezar una nueva vida en paz.-
En tanto el italiano Luigi Catroppa (1882-1959), - radicado en la zona desde 1889 -  fue uno de sus primeros pobladores y administrador de las propiedades de Julio Marienhoff y junto a sus hermanos colaboraron en el progreso de El Central. Parte de su familia, entre ellos su hijo Alberto Catroppa también fueron víctimas del terremoto de 1920 que dejó un total de 250 de muertos. Según el libro de la profesora e historiadora Cecilia Marigliano, los Catroppa y otras familias italianas fueron las primeras en radicarse en este poblado.- 
El Central en la actualidad cuenta con el centro de salud N°208, 2 escuelas primarias (n°1-298 "José Hernández" y 1-516 "Reservistas Navales"), un jardín maternal ("MILAGROS") y un colegio secundario (N°4-252) modalidad agro y ambiente. Además del histórico Parque Marienhoff, fincas y bodegas. 
La mayor parte del territorio está ocupado por fincas.
En las calles Marienhoff, San Pedro y Mendoza vive la mayoría de la población.
Es una zona agrícola en la que se produce uva, durazno, ciruela, damasco, olivo, entre otros cultivos.
La Fiesta Distrital de la Vendimia se realiza cada año en enero, en el predio municipal ubicado en calle Pardo y Mendoza.